# Ламорелло, Лу
Лу Ламоре́лло (англ. Lou Lamoriello; 21 октября 1942, Провиденс, США) — американский хоккейный менеджер и тренер. Президент по хоккейным операциям и генеральный менеджер клуба Национальной хоккейной лиги «Нью-Йорк Айлендерс». Ранее в течение 28 лет возглавлял клуб НХЛ «Нью-Джерси Девилз» в качестве президента и генерального менеджера. В 2015—2018 годах был генеральным менеджером «Торонто Мейпл Лифс».

## Биография
Лу Ламорелло родился и вырос в Провиденсе. Уже с детства он был вовлечён в хоккейную среду: его отец владел рестораном, в который часто заходили хоккеисты местной команды АХЛ «Провиденс Редс», и сам Лу со многими из них был знако́м. Лу Ламорелло учился в колледже Провиденса, где был капитаном бейсбольной и хоккейной команд. После окончания учёбы он остался работать в колледже в качестве помощника тренера по бейсболу и хоккею. В 1968 году он стал главным тренером хоккейной команды, а в 1982 году и спортивным директором. Во время работы в колледже Ламорелло был членом телевизионного комитета Большой восточной конференции NCAA и комитета профессионального спорта NCAA и был одним из основателей хоккейной Восточной конференции NCAA (Hockey East), комиссаром которой он был с 1983 по 1987 год. В качестве признания его заслуг, кубок, который вручается победителю Восточной конференции с 1989 года, носит его имя (Кубок Ламорелло).
3 апреля 1987 года Ламорелло был назначен президентом клуба НХЛ «Нью-Джерси Девилз». В сентябре того же года он назначил сам себя генеральным менеджером и оставался на этом посту до 4 мая 2015 года, пока новым генеральным менеджером не стал Рэй Шеро. Ламорелло занимал пост генерального менеджера клуба НХЛ на протяжении 28 лет, что является рекордным показателем лиги. За это время он сумел сделать из «Нью-Джерси» успешный в игровом плане клуб: за 28 лет «Девилз» пропустили розыгрыш плей-офф только шесть раз, пять раз выходили в финал Кубка Стэнли и трижды его выигрывали.
23 июля 2015 года Лу Ламорелло был назначен генеральным менеджером «Торонто Мейпл Лифс». Отработал в Торонто три года, после окончания сезона 2017/18 покинул свой пост.
22 мая 2018 года был назначен на пост президента по хоккейным операциям клуба «Нью-Йорк Айлендерс». 5 июня 2018 года он принял на себя обязанности генерального менеджера «Айлендерс».

## В кинематографе
| Название | Страна | Год  | Режиссёр     | В роли Ламорелло | Примечания |
| -------- | ------ | ---- | ------------ | ---------------- | ---------- |
| Слава    | Россия | 2014 | Антон Азаров | Александр Ершов  | телесериал |